# 2003 HY56
2003 HY56, também escrito como 2003 HY56, é um objeto transnetuniano que está localizado no Cinturão de Kuiper, uma região do Sistema Solar. Este corpo celeste é classificado como um cubewano. Ele possui uma magnitude absoluta de 2003 HY56 e tem um diâmetro estimado com 175 km.

## Descoberta
2003 HY56 foi descoberto no dia 26 de abril de 2003.

## Órbita
A órbita de 2003 HY56 tem uma excentricidade de 0,037 e possui um semieixo maior de 42,785 UA. O seu periélio leva o mesmo a uma distância de 41,223 UA em relação ao Sol e seu afélio a 44,347 UA.